# Equips de la temporada 2009/10 de la Primera Divisió Espanyola
A la temporada 2009/10 de la primera divisió espanyola hi van participar 20 equips. La competició la va guanyar el FC Barcelona, per davant del Reial Madrid, Sevilla FC i València CF. Per contra, van descendir el Reial Valladolid, el CD Tenerife i el Xerez CD. Aquest darrer equip debutava a primera divisió.
Els jugadors que hi van participar en cada equip van ser els següents, ordenats per nombre de partits disputats.

## FC Barcelona
| - Víctor Valdés 38 - Messi 35 - 34 gols - Xavi 34 - 3 gols - Pedro 34 - 12 gols - Piqué 32 - 2 gols - Puyol 32 - 1 gol - Busquets 33 - Keita 29 - 6 gols - Ibrahimovic 29 - 16 gols - Alves 29 - 3 gols - Iniesta 29 - 1 gol - Maxwell 25 - Yaya Touré 23 - 1 gol | - Bojan 23 - 8 gols - Henry 21 - 4 gols - Abidal 17 - Márquez 15 - 1 gol - Txigrinski 12 - Jeffren 12 - 2 gols - Milito 11 - Jonathan dos Santos 3 - Fontàs 1 - Bartra 1 - Thiago Alcántara 1 - 1 gol - Pinto 0 - Miño 0 |

Entrenador: Josep Guardiola Sala 38

## Reial Madrid
| - Casillas 38 - Marcelo 35 - 4 gols - Xabi Alonso 34 - 3 gols - Albiol 33 - Sergio Ramos 33 - 4 gols - Higuaín 32 - 27 gols - Granero 31 - 3 gols - Arbeloa 30 - 2 gols - Raúl 30 - 5 gols - Cristiano Ronaldo 29 - 26 gols - Benzema 27 - 8 gols - Van der Vaart 26 - 6 gols - Guti 26 - 2 gols | - Kaká 25 - 8 gols - Lass 23 - 1 gol - Garay 20 - 1 gol - Gago 18 - Diarra 15 - Pepe 10 - 1 gol - Drenthe 8 - Metzelder 2 - Van Nistelrooy 1 - 1 gol - Juanfran 1 - Mosquera 1 - Marcos Alonso 1 - Dudek 0 |

Entrenador: Manuel Luis Pellegrini Ripamonti 38

## València CF
| - Banega 36 - 2 gols - Mata 35 - 9 gols - Pablo Hernández 33 - 5 gols - Villa 32 - 21 gols - Silva 30 - 8 gols - César Sánchez 30 - Albelda 28 - 1 gol - Joaquín 28 - 2 gols - Bruno Saltor 26 - Miguel 25 - Marchena 24 - 2 gols - Alexis Ruano 24 - 1 gol - Dealbert 24 - Navarro 19 - 2 gols | - Maduro 18 - Baraja 18 - Mathieu 17 - 1 gol - Manuel Fernandes 15 - Jordi Alba 15 - 1 gol - Zigic 13 - 4 gols - Chori Domínguez 13 - Vicente 11 - Moyà 8 - Míchel 3 - Miku 2 - Lillo 1 - Joel Johnson 1 |

Entrenador: Unai Emery Etxegoien 38

## Sevilla FC
| - Negredo 35 - 11 gols - Jesús Navas 34 - 4 gols - Palop 33 - Renato 33 - 4 gols - Capel 29 - 1 gol - Fernando Navarro 29 - Perotti 28 - 4 gols - Kanouté 27 - 12 gols - Adriano 27 - Zokora 26 - Escudé 24 - Luis Fabiano 23 - 15 gols - Lolo 21 - 1 gol - Dragutinovic 20 - 2 gols - Romaric 19 - 1 gol - Konko 18 - 1 gol | - Squillaci 16 - 1 gol - Stankevicius 15 - Koné 12 - Duscher 10 - Fazio 10 - 1 gol - José Carlos 10 - 1 gol - Sergio Sánchez 7 - Acosta 6 - Javi Varas 5 - Cala 5 - 3 gols - Marc Valiente 3 - Rodri 2 - 1 gol - Chevantón 1 - Carreño 1 - Luna 1 |

Entrenador: Manuel Jiménez Jiménez 28, Antonio Álvarez Giráldez 10

## RCD Mallorca
| - Dudu Aouate 38 - Martí 36 - 1 gol - Gonzalo Castro 35 - 6 gols - Mario Suárez 34 - 5 gols - Aduriz 34 - 12 gols - Nunes 33 - 4 gols - Ayoze 33 - Borja Valero 33 - 4 gols - Webó 31 - 6 gols - Josemi 28 - Casadesús 27 - 4 gols - Iván Ramis 26 | - Julio Álvarez 26 - 6 gols - Keita 23 - 3 gols - Mattioni 20 - 1 gol - Rubén González 19 - 3 gols - Varela 15 - Pezzolano 12 - Bruno China 9 - Tuni 9 - 1 gol - Corrales 7 - Pina 1 - Lux 1 - Sergi Enrich 1 |

Entrenador: Gregorio Manzano Ballesteros 38

## Getafe CF
| - Manu del Moral 36 - 8 gols - Pedro León 35 - 8 gols - Mané 35 - 1 gol - Casquero 32 - 5 gols - Cata Díaz 30 - 1 gol - Boateng 29 - Parejo 28 - 6 gols - Gavilán 27 - Rafa 27 - 2 gols - Miguel Torres 26 - Soldado 26 - 16 gols - Adrián González 25 - 1 gol - Celestini 24 | - Albín 23 - 3 gols - Codina 22 - Cortés 20 - Pedro Ríos 18 - 1 gol - Ustari 16 - Miku 16 - 5 gols - Mario Álvarez 13 - Belenguer 13 - Kepa 5 - Contra 3 - Escasi 1 - Signorino 0 - Licht 0 |

Entrenador: José Miguel González Martín del Campo 38

## Vila-real CF
| - Diego López 38 - Capdevila 37 - 5 gols - Godín 36 - 3 gols - Cani 35 - 2 gols - Rossi 34 - 10 gols - Bruno 33 - Nilmar 33 - 11 gols - Senna 30 - 1 gol - Llorente 29 - 9 gols - Pirès 28 - 4 gols - Ángel 24 - 1 gol - Ibagaza 24 - 2 gols - Cazorla 24 - 5 gols - David Fuster 22 - 3 gols | - Gonzalo 21 - Javi Venta 18 - Marcano 16 - 1 gol - Eguren 14 - Escudero 13 - 1 gol - Musacchio 7 - Jonathan Pereira 6 - Marco Rubén 4 - Kiko 2 - Matilla 2 - Gullón 1 - Fabricio Fuentes 0 - Oliva 0 - Montero 0 |

Entrenador: Ernesto Valverde Tejedor 20, Juan Carlos Garrido Fernández 18

## Athletic de Bilbao
| - Iraizoz 37 - Iraola 37 - 2 gols - Llorente 37 - 14 gols - Susaeta 35 - 4 gols - Amorebieta 34 - Javi Martínez 34 - 6 gols - Gurpegi 34 - 1 gol - Toquero 31 - 8 gols - Gabilondo 26 - 3 gols - Muniain 26 - 4 gols - San José 25 - 1 gol - Yeste 22 - 2 gols - Koikili 21 - Orbaiz 20 - 1 gol - Castillo 19 - De Marcos 19 - 1 gol | - David López 17 - Ustaritz 15 - 1 gol - Iturraspe 15 - Etxeberria 7 - Díaz de Cerio 5 - Aitor Ocio 3 - Etxeita 3 - Iñigo Pérez 3 - Vélez 2 - Muñoz 1 - Armando 1 - Bóveda 1 - Aketxe 1 - Zubiaurre 0 - Etxebarria 0 - Aurtenetxe 0 |

Entrenador: Joaquín Caparrós 38

## Atlético de Madrid
| - Jurado 38 - 7 gols - Simao 34 - 2 gols - Forlán 33 - 18 gols - Agüero 31 - 12 gols - Antonio López 31 - 2 gols - Assunçao 30 - 1 gol - Reyes 30 - 2 gols - Perea 28 - Ujfalusi 27 - Domínguez 26 - Valera 23 - Raúl García 20 - De Gea 19 - Tiago Mendes 18 - 2 gols - Ibrahima 18 - 3 gols - Juanito 17 - 2 gols - Sergio Asenjo 15 | - Maxi Rodríguez 14 - 2 gols - Cléber Santana 14 - 1 gol - Salvio 13 - 2 gols - Camacho 12 - Sinama-Pongolle 10 - Pablo 7 - Cabrera 4 - Koke 4 - Roberto 3 - Joel 2 - Pernía 1 - Heitinga 1 - Molino 1 - Rubén Pérez 1 - Keko 1 - Borja Bastón 1 |

Entrenador: Abel Resino Gómez 7, Santiago Denia Sánchez 1, Quique Sánchez Flores 30

## Deportivo de La Corunya
| - Aranzubia 36 - Juan Rodríguez 35 - 3 gols - Lopo 34 - 1 gol - Adrián 34 - 4 gols - Manuel Pablo 33 - Antonio Tomás 30 - Colotto 30 - 3 gols - Pablo Álvarez 28 - 2 gols - Riki 26 - 8 gols - Guardado 26 - 3 gols - Sergio 24 - Valerón 24 - 1 gol - Filipe Luis 21 - 3 gols - Iván Pérez 20 - Laure 20 | - Lassad 19 - 2 gols - Juca 16 - 3 gols - Bodipo 15 - Mista 13 - 1 gol - Juan Domínguez 13 - Zé Castro 10 - Raúl García 5 - Rochela 4 - Añón 3 - Piscu 3 - Manu Fernández 3 - Lafita 1 - Seoane 1 - Angulo 0 |

Entrenador: Miguel Ángel Lotina 38

## RCD Espanyol
| - Luis García 36 - 3 gols - Callejón 36 - 2 gols - Iván Alonso 34 - 5 gols - Verdú 34 - 4 gols - Hurtado 31 - Kameni 31 - Pareja 30 - Chica 28 - Forlín 24 - 2 gols - Corominas 23 - 1 gol - Víctor Ruiz 22 - 2 gols - Ben Sahar 22 - 1 gol - David García 21 - Marqués 21 - 1 gol | - Roncaglia 21 - Osvaldo 20 - 7 gols - Baena 19 - Javi Márquez 15 - 1 gol - Nakamura 13 - Dídac Vilà 11 - Pillud 9 - Cristian Álvarez 8 - Tamudo 6 - Jordi Amat 6 - De la Peña 4 - Azrack 2 - Marc Pedraza 1 - Javi Ruiz 1 |

Entrenador: Mauricio Pochettino 38

## CA Osasuna
| - Masoud 36 - 2 gols - Ricardo 36 - Camuñas 36 - 3 gols - Azpilicueta 33 - Juanfran 33 - 4 gols - Puñal 33 - Miguel Flaño 32 - 1 gol - Monreal 31 - 1 gol - Nekounam 31 - 3 gols - Pandiani 29 - 11 gols - Aranda 29 - 5 gols - Rúper 27 - Sergio Fernández 24 | - Calleja 22 - Vadócz 20 - 4 gols - Galán 20 - 1 gol - Josetxo 19 - Oier 11 - Dady 10 - 1 gol - Jokin 5 - Roversio 3 - Roberto 2 - Portillo 2 - Echaide 2 - Alán Baró 1 |

Entrenador: José Antonio Camacho Alfaro 38

## UD Almería
| - Diego Alves 37 - Bernardello 35 - Soriano 35 - 7 gols - Juanma Ortiz 35 - 2 gols - Piatti 35 - 7 gols - Cisma 33 - 3 gols - Crusat 33 - 7 gols - Acasiete 31 - Míchel 28 - 1 gol - M'Bami 28 - Uche 28 - 9 gols - Chico 27 | - Corona 22 - 1 gol - Goitom 21 - 1 gol - Pellerano 19 - Ortiz 17 - 1 gol - Guilherme 15 - 1 gol - Miguel Nieto 14 - Vargas 10 - David Rodríguez 9 - 1 gol - Borzani 3 - Solari 2 - Esteban 2 - Álex Quillo 1 |

Entrenador: Hugo Sánchez Márquez 15, Juan Manuel Lillo Díez 23

## Reial Saragossa
| - Ponzio 34 - 1 gol - Gabi 32 - 1 gol - Arizmendi 31 - 5 gols - Ander Herrera 30 - 2 gols - Jorge López 29 - 2 gols - Abel Aguilar 27 - 4 gols - Pennant 25 - Lafita 24 - 3 gols - Pulido 22 - 2 gols - Eliseu 21 - 2 gols - Jarosik 20 - 2 gols - Paredes 20 - Suazo 17 - 6 gols - Edmilson 17 - Carrizo 16 - Colunga 16 - 7 gols - Diogo 15 - 2 gols | - Roberto 15 - Contini 15 - 1 gol - Babic 14 - Ayala 13 - Pavón 11 - 2 gols - Ewerthon 10 - 2 gols - Pablo Amo 9 - Obradovic 9 - López Vallejo 7 - Goni 6 - Songo'o 5 - Uche 3 - Braulio 3 - Álex Sánchez 3 - Laguardia 3 - Kevin 0 |

Entrenador: Marcelino García Toral 14, José Aurelio Gay López 24

## Sporting de Gijón
| - Juan Pablo 38 - De las Cuevas 37 - 8 gols - Gregory 35 - 2 gols - Diego Castro 35 - 10 gols - Rivera 34 - 1 gol - David Barral 33 - 4 gols - Lora 32 - Bilic 31 - 5 gols - Canella 28 - 1 gol - Luis Morán 28 - 4 gols - Carmelo 27 - Botía 26 - Diego Camacho 23 - Kike Mateo 16 - Maldonado 15 - Sastre 14 | - Matabuena 14 - Míchel 13 - José Ángel 13 - Iván Hernández 10 - Gerard Autet 8 - Smiljanic 6 - Pedro 5 - Portilla 4 - Borja Navarro 2 - Sergio Álvarez 1 - Muñiz 1 - Landeira 1 - Andreu 0 - Iván Cuéllar 0 - Raúl 0 |

Entrenador: Manuel Preciado Rebolledo 38

## Racing de Santander
| - Lacen 33 - 3 gols - Òscar Serrano 33 - 3 gols - Arana 31 - 4 gols - Colsa 30 - 3 gols - Tchité 29 - 11 gols - Munitis 29 - Christian Fernández 29 - 2 gols - Torrejón 27 - Canales 26 - 6 gols - Coltorti 23 - Pinillos 23 - Diop 23 - 1 gol - Xisco 23 - 3 gols - Henrique 22 - Oriol 19 | - Geijo 19 - 1 gol - Toni Moral 18 - 1 gol - Toño 16 - Luis García 15 - Crespo 13 - Morris 12 - 1 gol - Bolado 12 - 2 gols - Moratón 11 - Sepsi 5 - Edu Bedia 5 - Mario Ortiz 2 - Luisma 1 - Osmar 1 - Juanjo 1 - Mario 0 |

Entrenador: Juan Carlos Mandiá Lorenzo 10, Miguel Ángel Portugal Vicario 28

## Málaga CF
| - Munúa 38 - Duda 34 - 8 gols - Baha 32 - 5 gols - Gámez 32 - Fernando 30 - 5 gols - Juanito 30 - Obinna 26 - 4 gols - Mtiliga 24 - Apoño 24 - 2 gols - Benachour 23 - Iván González 23 - 1 gol - Weligton 21 - 3 gols - Toribio 21 - Valdo 19 - 2 gols - Forestieri 19 - 1 gol - Caicedo 18 - 4 gols - Manu Torres 17 - 1 gol | - Albert Luque 16 - 1 gol - Manolo Gaspar 15 - Stepanov 12 - Xavi Torres 11 - 1 gol - Javi López 11 - 2 gols - Edinho 10 - 2 gols - Juanmi 5 - Cuadrado 4 - Orozco 4 - Hélder 3 - Edu Ramos 3 - Pedrito 3 - Portillo 1 - Jordi Pablo 0 - Arnau 0 - Santamaría 0 |

Entrenador: Juan Ramón López Muñiz 38

## Real Valladolid
| - Diego Costa 34 - 7 gols - Borja 31 - Pedro López 31 - Manucho 28 - 4 gols - Nauzet Alemán 26 - 6 gols - Nivaldo 25 - 2 gols - Baraja 25 - 2 gols - Canobbio 24 - 1 gol - Medunjanin 24 - 5 gols - Justo Villar 23 - Pelé 23 - Arzo 22 - 1 gol - Marcos 21 - Luis Prieto 20 - Bueno 20 - 1 gol - Marcos García 19 - 2 gols | - Barragán 17 - Jonathan Sesma 17 - 1 gol - Álvaro Rubio 16 - Jacobo 15 - Asier Del Horno 13 - Keko 13 - Sereno 12 - Hèctor Font 10 - Carlos Lázaro 8 - Sisi 5 - 1 gol - Asier Arranz 1 - Raúl Navas 1 - Sergio García 1 - Fabri 1 - Yuri 1 |

Entrenador: José Luis Mendilibar Etxebarria 20, Onésimo Sánchez González 10, Javier Clemente Lázaro 8

## CD Tenerife
| - Aragoneses 38 - Nino 38 - 14 gols - Alfaro 36 - 7 gols - Sicilia 34 - Juanlu Hens 32 - 4 gols - Manolo Martínez 30 - Ricardo 29 - Kome 29 - Mikel Alonso 28 - 1 gol - Ayoze 25 - 3 gols - Ángel 24 - 1 gol - Dinei 23 | - Román 23 - 5 gols - Omar 23 - Luna 23 - Richi 22 - 1 gol - Marc Bertrán 21 - 1 gol - Culebras 18 - 1 gol - Bellvís 15 - Héctor Sánchez 11 - Aitor Núñez 5 - Saizar 4 - Luis García 0 |

Entrenador: José Luis Oltra Castañer 38

## Xerez CD
| - Renan 35 - Carlos Calvo 35 - 4 gols - Mario Bermejo 34 - 12 gols - Aythami 30 - 2 gols - Gioda 29 - 2 gols - Casado 27 - Momo 26 - 2 gols - Orellana 26 - 2 gols - Bergantiños 26 - Víctor Sánchez 25 - 2 gols - Antoñito 25 - 3 gols - Francis 25 - 1 gol - Armenteros 25 - 3 gols | - Keita 24 - Moreno 22 - 1 gol - David Prieto 21 - Viqueira 17 - Abel Gómez 17 - Míchel 14 - 2 gols - Redondo 13 - Mendoza 12 - Alustiza 11 - 1 gol - Maldonado 9 - Chema 3 - Vigneri 0 |

Entrenador: José Ángel Ziganda Lakunza 17, Antonio Poyatos Medina 1, Néstor Raúl Gorosito 20